# Codex Wormianus
O Codex Wormianus (literalmente Códice Wormianus) é um manuscrito medieval islandês do século XIV, escrito em pergaminho do tipo papel velino.
Tem 85 folhas paginadas.
Está depositado na Coleção Arne Magnusson na Universidade de Copenhaga.

Contém a Edda em prosa, um compêndio da arte poética de 1230, e 4 dissertações sobre a gramática da língua islandesa (Fyrsta Málfræðiritgerðin), escrito por Snorri Sturluson, um poeta, historiador e político islandês.

É a única versão da Edda que inclui o poema Rigstula (Rígsþula, "O conto de Ríg"), no qual é contado como o deus Heimdall, disfarçado de Rig, visita os humanos e dorme com três mulheres, cujas descendências constituem as três classes sociais da sociedade nórdica da altura – os escravos (thrall), os camponeses livres (karl) e os grandes senhores (jarl). 